# Dornhauser Mühlbach
Der Dornhauser Mühlbach (am Ober- und Mittellauf Mühlbach) ist ein linker Zufluss der Altmühl beim namensgebenden Dorf Dornhausen im mittelfränkischen Landkreis Weißenburg-Gunzenhausen.

## Verlauf
Der Bach entspringt als Mühlbach oberhalb des Altmühltals auf einer Höhe von 479 m ü. NHN am nördlichen Ortsrand von Rittern auf dem Gemeindegebiet von Theilenhofen. Der Bach fließt während seines gesamten Laufs beständig eine Offenlandschaft im Vorland der Südlichen Frankenalb. Er fließt zunächst in eine nordwestliche Richtung, speist einige Weiher und durchfließt dann Pfofeld. Ab da knickt der Bach in eine südwestliche bis südliche Richtung und fließt zunächst weitestgehend parallel zur Kreisstraße WUG 1. Südwestlich von Pfofeld nimmt der Mühlbach von rechts den Weihergraben auf. Er fließt an der Ruine der Heilig-Kreuz-Kapelle vorbei und nimmt nördlich des für seinen folgenden Unterlauf namengebenden Ortes Dornhausen einen im Osten beim Römerkastell Theilenhofen entspringenden, anscheinend unbenannten Bachlauf auf (Lage). Der nunmehr Dornhauser Mühlbach genannte Bach unterquert die Kreisstraße WUG 1, kurz darauf auch die Bundesstraße 13 und fließt westlich an Dornhausen vorbei. Nach einem Lauf von rund 6,7 Kilometern Länge mündet der Dornhauser Mühlbach auf einer Höhe von 412 m ü. NHN südöstlich von Unterasbach, südwestlich von Dornhausen und nordöstlich von Windsfeld an der Flussinsel Jägersried von links bzw. von Westen in ein Altwasser der Altmühl, der hier die Gemeindegrenze zu Dittenheim bildet. Die Altmühl bildet hier eine breite Aue, die nach starken Regenfällen von den Wassermassen der ausufernden Altmühl überschwemmt wird. Unweit mündet auch der Schlangenbach in die Altmühl.
Der Dornhauser Mühlbach entwässert ein Einzugsgebiet von ca. 16,37 km².